# Eirenis aurolineatus
Eirenis aurolineatus là một loài rắn trong họ Rắn nước. Loài này được Venzmer mô tả khoa học đầu tiên năm 1919.